# Kis-Jenyiszej
A Kis-Jenyiszej (oroszul: Малый Енисей) folyó Oroszország ázsiai részén, Tuva délkeleti vidékein és Észak-Mongóliában. A Jenyiszej egyik, bal oldali szülőfolyója; a másik a Nagy-Jenyiszej.
Tuvai nyelven neve Каa-Хем (Ká-Hem), melynek jelentése „kis folyó”.

## Földrajz
Hossza: 563 km, vízgyűjtő területe: 58 700 km², évi közepes vízhozama: 410 m³/s, legnagyobb vízhozama 3680 m³/s.
Mongólia Hövszgöl tartományában ered, ott neve Sishid-Gol (Шишхид-Гол). Kezdetben a Darhad-medencében (Дархадын хотгор) folyik észak felé, majd átfolyik a Dód-Cagán-Núr tavon és onnan nyugatra fordul. Oroszországi területre érve, középső szakaszán neve Kizil-Hem (mongol és tuvai nyelven Кызыл-Хем, vagyis 'vörös folyó'). Jelentős bal oldali mellékfolyója, a Szengilen-hegységben eredő Baliktig-Hem (Балыктыг-Хем) torkolatától kezdve a folyó neve Ká-Hem, vagyis Kis-Jenyiszej. 
Nagyrészt magas hegyekben kanyarogva, keskeny völgyben, meredek sziklás partok között folyik. Alsó folyásán a Tuvai-medencében északnyugat felé halad, ez a része hajózható, partján viszonylag sok a kisebb település. Tuva fővárosánál, Kizilnél egyesül a Nagy-Jenyiszejjel, így jön létre a Jenyiszej, melynek neve ezen a szakaszon Ulug-Hem (Улуг-Хем), vagyis Felső-Jenyiszej. 
Altaji típusú vízjárás jellemzi: magas vízállása május és július között hosszan eltart a hegyekben különböző időpontokban történő hóolvadás, illetve érkező esők miatt.
Jobb oldali mellékfolyói az Obrucsev akadémikusról elnevezett hegységben (хребет Академика Обручева) erednek, mely vízválasztót képez a Kis- és a Nagy-Jenyiszej között. 